# SpaceX Crew-3
SpaceX Crew-3 — третий эксплуатационный полёт по смене экипажа Международной космической станции американского частного многоразового космического корабля Crew Dragon компании SpaceX в рамках программы NASA Commercial Crew Program.
Запуск успешно осуществлён 11 ноября 2021 года в 02:03 UTC.

## Экипаж
| Астронавт             | Должность         | № полёта        | Агентство       |
| Основной экипаж       | Основной экипаж   | Основной экипаж | Основной экипаж |
| --------------------- | ----------------- | --------------- | --------------- |
| Раджа Чари            | Командир          | 1               | НАСА            |
| Томас Маршбёрн        | Пилот             | 3               | НАСА            |
| Маттиас Маурер        | Специалист полёта | 1               | ЕКА             |
| Кейла Бэррон          | Специалист полёта | 1               | НАСА            |
| Дублёры               |                   |                 |                 |
| Челл Линдгрен         | Командир          | 2               | НАСА            |
| Роберт Хайнс          | Пилот             | 1               | НАСА            |
| Саманта Кристофоретти | Специалист полёта | 2               | ЕКА             |
| Стефани Уилсон        | Специалист полёта | 4               | НАСА            |

Четвёртым членом экипажа мог стать российский космонавт, в рамках соглашения о безналичном обмене средствами с Российским космическим агентством. Космонавт Сергей Корсаков, который изначально должен был полететь на «Союзе МС-18» в апреле, являлся одним из первых российских претендентов на полёт на американском корабле Crew Dragon и прошёл необходимые процедуры и мероприятия в НАСА для создания индивидуального космического снаряжения. Кроме того, на место на корабле Crew Dragon может претендовать и дублёр Корсакова в миссии МС-18, космонавт Дмитрий Петелин.
17 мая 2021 года было объявлено, что астронавт Кейла Бэррон присоединится четвёртым членом экипажа к миссии SpaceX Crew-3 на МКС.

## Задачи
В рамках Crew-3 будет использоваться новая капсула C210 Endurance. Экипаж будет проводить научные исследования и техническое обслуживание в течение шести месяцев на борту МКС. Астронавты миссии должны провести серию выходов в открытый космос для модернизации энергосистемы МКС.

## Подготовка к запуску
7 октября 2021 года Раджа Чари, командир экипажа, объявил о выбранном для корабля имени — Endurance (в переводе с англ. — «Стойкость»), по имени корабля Эрнеста Шеклтона в Имперской трансантарктической экспедиции. Запуск космического корабля неоднократно переносился из-за проблем со здоровьем члена экипажа и погодных условий.
Третью операционную миссию SpaceX в рамках программы Commercial Crew Program первоначально планировали запустить 31 октября 2021 года. Однако он был отложен до 3 ноября 2021 года из-за неблагоприятной погоды в Атлантическом океане, а затем был отложен до 7 ноября 2021 года из-за незначительной медицинской проблемы с одним из астронавтов. Из-за ожидаемой плохой погоды он снова был перенесён на 9 ноября, а затем на 11 ноября 2021 года.
Из-за задержек НАСА рассматривало возможность возвращения астронавтов из Crew-2 до запуска Crew-3, что стало первой косвенной передачей Crew Dragon экипажам космической станции. По данным НАСА, агентство решило привезти домой астронавтов Crew 2 с МКС, прежде чем запускать их замену. SpaceX Crew-2 покинул станцию 8 ноября 2021 года и приводнился 9 ноября 2021 года.

## Запуск
Запуск Crew Dragon состоялся 11 ноября 2021 года в 02:03 UTC с помощью ракеты-носителя Falcon 9 в 02:03 UTC со стартового комплекса LC-39A Космического центра имени Кеннеди на мысе Канаверал.

## Стыковка с МКС
Стыковка с МКС осуществлена 11 ноября 2021 года в 23:32 UTC (6:32 p.m. EST 11.11.2021).

## На борту МКС
2 декабря 2021 года астронавты NASA Томас Маршберн и Кайла Бэррон совершили выход в открытый космос из Международной космической станции (МКС). Они заменили антенну S-диапазона на ферме P1. Работы за пределами станции заняли 6 часов 32 минуты.
15 марта 2022 года Кайла Бэррон и Раджа Чари совершили выход в открытый космос, они установили необходимое оборудование для подготовки к установке солнечных массивов iROSA на борт станции. Выход продлился 6 часов 54 минуты.
23 марта 2022 года Раджа Чари и Матиас Маурер совершили очередной выход в открытый космос, который продлился 6 часов 54 минуты. Астронавты установили шланги на клапанный блок радиатора, которые направляют аммиак через радиаторы, отводящие тепло. Кроме того, Чари и Маурер заменили внешнюю камеру, установили кабель питания и передачи данных на научную платформу Bartolomeo на модуль Columbus и внесли некоторые другие улучшения. Внутри станции астронавты НАСА Кайла Бэррон и Том Маршберн управляли роботизированной рукой Canadarm2, чтобы помочь астронавтам. Во время миссии в шлеме у Маурера образовался слой воды. Наземный контроль сказал, что для Маурера «нет никакой опасности», астронавт улыбался, несмотря на проблемы.

## Посадка
Отстыковка корабля от МКС проведена 5 мая 2022 года в 5:20 UTC.
Приводнился корабль 6 мая 2022 года в 4:44 UTC недалеко от Клирвотера.